# HAT-P-2b

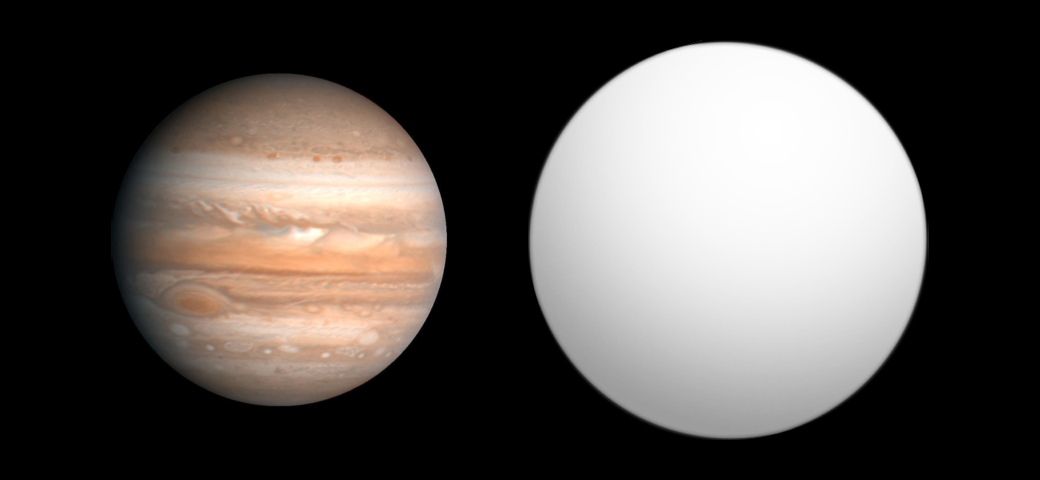
Comparação do tamanho de de HAT-P-2b (à direita) com Júpiter (à esquerda).

HAT-P-2b é um planeta extrassolar detectado pelo Projeto HATNet em maio de 2007. Ele orbita em torno de HAT-P-2 (HD 147506), uma estrela do tipo F, (maior e mais quente que o Sol), localizada a cerca de 370 anos-luz de distância a partir da Terra, na constelação de Hércules. A cada 5 dias e 15 horas, ele cruza em frente da sua estrela quando vistos da Terra.

## Órbita e massa
A massa do planeta foi estimada em 8,65 vezes a massa de Júpiter, enquanto seu diâmetro, a 135,978 km, é 0,951 vezes ao de Júpiter. O seu pequeno tamanho, apesar do inchaço do planeta atmosfera, é causada pela gravidade forte do planeta. Isso indica sua densidade média é de duas vezes a da Terra e sua gravidade superficial é de aproximadamente 24 vezes a da Terra, quase igual a Sol. A órbita é muito excêntrica, variando de 4,90 milhões para 15,36 milhões de milhas a partir da estrela.
Além do calor recebido a partir de sua estrela principal, acredita-se que o aquecimento de maré tem desempenhado um papel significativo na evolução deste planeta.